# Verneuil-sur-Seine
Verneuil-sur-Seine település Franciaországban, Yvelines megyében. Lakosainak száma 16 112 fő (2022. január 1.). Verneuil-sur-Seine Chapet, Les Mureaux, Triel-sur-Seine, Vaux-sur-Seine és Vernouillet községekkel határos.

## Népesség
A település népessége az elmúlt években az alábbi módon változott:
| Lakosok száma | 15 050 | 15 366 | 15 913 | 15 577 | 15 982 | 15 980 | 15 959 | 15 914 | 16 112 |
|               | 2013   | 2015   | 2016   | 2017   | 2018   | 2019   | 2020   | 2021   | 2022   |